# Лестер, Фил
Филип Майкл «Фил» Лестер (род. 30 января 1987 года) — британский ютубер, блогер и радиоведущий на BBC Radio 1. Наиболее известен благодаря своему ютуб-каналу, под названием AmazingPhil, который имеет более 4,2 миллионов подписчиков.

## Биография
Фил Лестер родился и рос в Ротенстолле, Ланкашир. Вместе со своим старшим братом — Мартином Лестером. Он учился в Ротенстолльской Гимназии (Bacup and Rawtenstall Grammar School). После окончания школы поступил в Йоркский Университет на факультет Английского языка и Лингвистики.
Лестер жил с августа 2011 с Дэном Хауэллом в Манчестере, но в июле 2012 они вдвоем переехали в Лондон, где живут по сей день.
30 июня 2019 года совершил каминг-аут у себя на Youtube канале, где сообщил о том, что он гей.

### YouTube
В возрасте 19 лет, 27 марта 2006 года Фил выложил свое первое видео на YouTube под названием Phil's Video Blog на его основной канал, который он создал 7 февраля 2006 года. У Фила так же есть второй канал — LessAmazingPhil.
На основном канале миллион был 6 июля 2013 года, 2 миллиона 29 августа 2014, 3 миллиона 12 октября 2015 года, 4 миллиона 15 марта 2017. На втором канале миллион был 11 июня 2016 года.
На момент от июня 2016 Фил Лестер имеет более 3,5 миллионов подписчиков и более 357 миллионов просмотров на основном канале. Более 1 миллиона подписчиков и более 23 миллионов просмотров на втором канале.
В 2010 и 2011 году Фил и Дэн приняли участие в прямом  эфире интернет-вещания «Stickaid», целью которого является сбор средств на благотворительность ЮНИСЕФ.

### BBC Radio 1
В январе 2013 года Дэн и Фил стали ведущими на BBC Radio 1 для вечернего воскресного развлекательного шоу. Они ранее взаимодействовали с радиостанциями, презентуя на YouTube две Рождественские трансляции. Шоу было разработано, чтобы вести интерактивные беседы с аудиторией, с участием любительских музыкальных клипов и исполнения песен в прямом эфире. После четырёх месяцев от начала шоу, она выиграла «The Sony Golden Headphones Award».
Дэн и Фил представлены на Teen Awards в 2013 и 2014 году в рамках BBC online coverage и их шоу на Radio 1.
В августе 2014 года было объявлено, что в прошлом Дэн и Фил шоу будет транслироваться на 24 августа, с дуэтом переезде на разных шоу по понедельникам ночью, с других популярных видеоблогеров. Это новое шоу под названием «The Internet Takeover», и особенности Дэн вместе с Филом в первый понедельник каждого месяца.

## The Amazing Book Is Not On Fire
Популярным среди фанатов является сокращение TABINOF.
26 марта 2015 года Дэн и Фил официально сообщили о своей первой книге, выпустив к ней одноименный трейлер The Amazing Book Is Not On Fire.
В Великобритании релиз состоялся 8 октября 2015 года, по всему миру — 15 октября 2015 года издательствами Ebury Press и Random House Children’s Books.
В связи с выпуском книги Дэн и Фил в октябре и ноябре 2015 года путешествовали по Великобритании, проводя автограф-сессии в рамках тура The Amazing Tour Is Not On Fire. Книга была продана тиражом 26 745 копий в Великобритании в первую неделю релиза, возглавив список General Hardbacks Sunday Times Bestsellers. Книга также стала № 1 New York Times Bestseller в the young adult hardcover.
Она также была переведена на русский язык под названием «The Amazing Book Is Not On Fire: История Youtube-сенсаций Дэна и Фила».
С 2016 года они расширили свой тур, сделав его почти мировым, включив туда США, Австралию, Ирландию, Швецию и Германию.

## Dan and Phil Go Outside
Дэн и Фил анонсировали выпуск новой книги Dan And Phil Go Outside (также известную как DaPGO). Книга вышла в ноябре 2016 года состоит из коллекции фотографий из их тура, дополненных комментариями.

## TATINOF and The Story Of TATINOF
В 2016 году Дэн и Фил выложили на канал видеозапись шоу «The Amazing Tour is Not On Fire» и документальный фильм о его создании.

## Interactive Introverts
В ноябре 2017 года Дэн и Фил анонсировали их второй мировой тур под названием "Interactive Introverts", который прошёл в 2018 году. В ходе этого тура Хауэлл и Лестер посетили такие страны, как Россия, Великобритания, Ирландия, Голландия, Германия, Польша, Финляндия, Швеция, США, Канада, Австралия, Новая Зеландия, Филиппины, Гонконг, Сингапур, Индия, Бразилия.